# Karachi Kings
Die Karachi Kings sind eine Cricketmannschaft in Karatschi. Das Franchise spielt seit der Saison 2016 in der Pakistan Super League (PSL).

## Geschichte
Die Mannschaft war als eine der Gründungsmitglieder Teams der PSL im Jahr 2016. Es wurde bei der Auktion der Franchises im Dezember 2015 für 2,6 Millionen US-Dollar pro Jahr für eine 10-jährige Laufzeit durch ARY Group erworben. Es war damit das teuerste Franchise der Auktion. In der folgenden Spielerauktion sicherte sich das Team in der ersten Runde Mohammad Amir. In der ersten Saison konnten sie in der Vorrunde nur zwei von acht Spielen gewinnen und scheiterten an Islamabad United im Halbfinale.
Für die zweite Saison im Jahr 2017 war der bemerkenswerteste Neuzugang Kumar Sangakkara, der in der Saison zuvor bei den Quetta Gladiators gespielt hatte. Mit mehreren Trades war Karachi in der Saison das teuerste team der Liga. In der Vorrunde erreichten sie abermals den dritten Platz, konnten dann jedoch das Halbfinale gegen Islamabad United gewinnen. In der darauf Folgenden Vorschlussrunde scheiterten sie dann jedoch an den Peshawar Zalmi.
Für die dritte Saison wählten sie als ihren wichtigsten neuen Spieler im Draft Mitchell Johnson. In der Vorrunde belegten sie den zweiten Platz und trafen im Halbfinale auf Islamabad, das sie jedoch deutlich verloren. In der Vorschlussrunde trafen sie dann auf den Vorjahressieger Peshawar und scheiterten dort mit 13 Runs am Einzug ins Finale.
In der vierten Saison 2019 belegte das Team mit einer ausgeglichenen Bilanz den vierten Platz in der Vorrunde. Im Halbfinale unterlagen sie mit 4 Wickets gegen Islamabad United.
In der Spielerauktion für die kommende Saison konnte sich das Team den Engländer Alex Hales als wichtigsten Neuzugang sichern. In der Saison 2020 selbst gelang es ihnen fünf Siege zu erzielen und sich so als Zweiter der Vorrunde für die Playoffs zu qualifizieren. Im Halbfinale trafen sie auf die Multan Sultans, die sie im Super Over schlagen konnten und so sich für das Finale qualifizierten. Ihr Gegner dort waren die Lahore Qalandars gegen die sie sich mit 5 Wickets durchsetzen konnten und so die erste Meisterschaft für sich sicherten.

## Abschneiden in der PSL
Das Team schnitt in der PSL wie folgt ab:
| Jahr | Spiele | Siege | Niederlagen | No Result | Endplatzierung (Vorrunde) |
| ---- | ------ | ----- | ----------- | --------- | ------------------------- |
| 2016 | 8      | 2     | 6           | 0         | Viertelfinale (4/5)       |
| 2017 | 8      | 4     | 4           | 0         | Halbfinale (3/5)          |
| 2018 | 10     | 5     | 4           | 1         | Halbfinale (2/6)          |
| 2019 | 10     | 5     | 5           | 0         | Viertelfinale (4/6)       |
| 2020 | 10     | 5     | 4           | 1         | (2/6)                     |